# گل در چمن
گل در چمن یکی از غذا‌های محلی در استان گیلان است.
مواد گل در چمن را گوشت  مغز ران، باقلای سبز، شوید، تخم مرغ، سیر، زردچوبه و نمک و فلفل تشکیل می‌دهد. باقلا در این خورش نباید له باشد بلکه باید تا حدی نرم شده باشد.
خورش نرگسی نیز گل در چمن نامیده می‌شود.